# USS LST-284
O USS LST-284 foi um navio de guerra norte-americano da classe LST que operou durante a Segunda Guerra Mundial.